# Зоряна брама (пристрій)

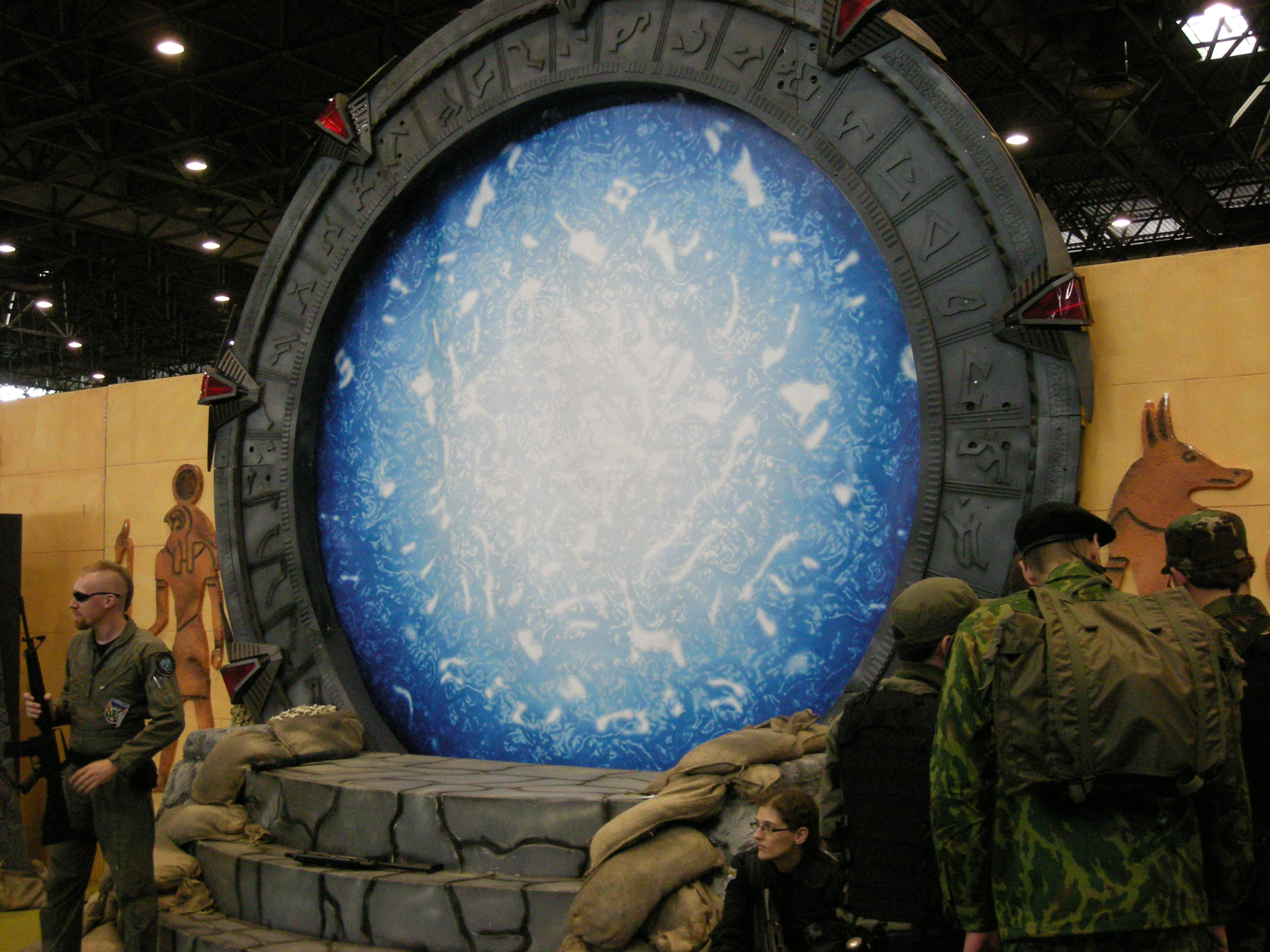
Репліка Зоряної брами

Зоряна брама (англ. Stargate) в однойменній франшизі — вигаданий пристрій, призначений для швидкого переміщення між планетами, навколо якого і обертаються більшість подій франшизи. Переміщення відбувається через штучно створену кротивину до іншої Брами, адреса якої попередньо задається. За міфологією «Зоряної брами» пристрої були створені расою Древніх для своїх потреб, після зникнення котрих Брамами стали користуватися інші раси, в тому числі люди.
Брами утворюють систему, яка поєднує планети галактики Чумацький Шлях, а також кількох інших галактик. Більшість Брам укомплектовані пристроєм для набору адреси, але за його відсутності можна здійснювати набір за допомогою спеціального комп'ютера (як на Землі), або взагалі вручну, обертаючи рухоме внутрішнє кільце.
Древні називали цей пристрій «Astria Porta». Мовою ґоа'улдів Зоряні брами називаються «чаппа'ай». Менш розвинені раси називають їх: «кільце богів», «коло стоячої води» і т. п.

## Походження концепції
Пристрої під назвою «Зоряна брама», подібні на зображувані в франшизі «Зоряна брама» або схожі за принципом дії, зустрічаються в багатьох фантастичних творах. Вперше термін було згадано в «Stargate» (1974) Стівена Робінетта. Артур Кларк описав подібний пристрій в «Космічній одіссеї 2001 року» (1968). Принцип дії, заснований на подоланні великих відстаней за допомогою «брам» згадував Ван Вогт в «Secret Unattainable» (1942), Роберт Гайнлайн в «Тунель в небі» (1955); пізніші згадки включають «Engineman» (1994) Еріка Брауна і «Pandora's Star» (2004) Пітера Гамільтона. Зоряна Брама Джорджа Жебровського в «Stranger Suns» (1991) давала доступ до паралельних світів.
Термін набув поширення після виходу фільму «Зоряна брама» (1994) і його телевізійних продовжень.

## Використання

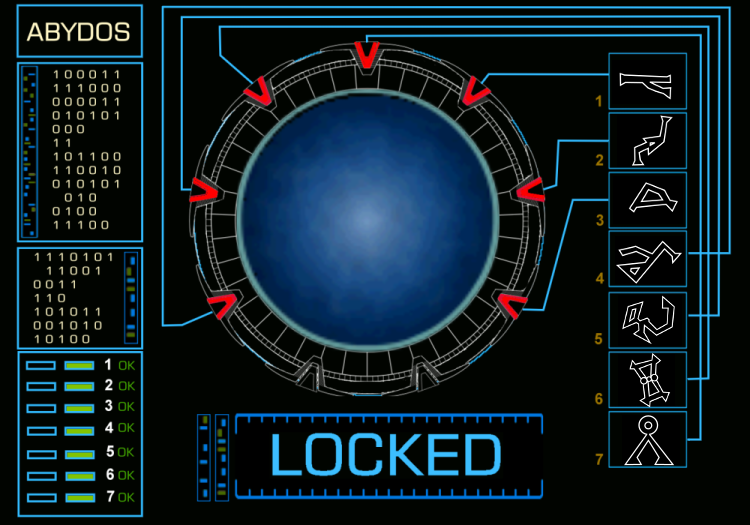
Земний інтерфейс керування Зоряною брамою

Зоряна брама являє собою велике кільце з екзотичного матеріалу — високотемпературного надпровідника наквадаху, з 36-39-ма символами, які позначають сузір'я. На Брамі розташовано 9 «шевронів», які задають адресу кінцевого пункту і відправну точку. Для подорожей в межах однієї галактики використовуються 7 шевронів, для подорожей в іншу галактику — 8. Дев'ятий потрібен, щоб потрапити на борт корабля Древніх «Доля», який слідує за кораблями-установниками нових Брам.
При створенні кротивини (тунелю) з Брами спочатку виривається сплеск, який знищує все, що в нього потрапляє. Після згасання сплеску в межах Брами утворюється горизонт подій, що виглядом нагадує воду. По входженню в нього людина чи будь-який предмет трансформується в енергію, яка накопичується в буфері Брами і пересилається кротовиною до іншої Брами, де відбувається зворотний процес. Радіохвилі при цьому вільно проходять в обох напрямках. Щоб сполучення відбулося, принаймні одна Брама повинна отримувати енергію від зовнішнього джерела. Завдяки тому, що Брами виготовлені з надпровідника, а «шеврони» конденсують електричний заряд, вони можуть бути заряджені від таких джерел енергії, як блискавка. Відкрита Брама може працювати 38 хвилин, а потім автоматично вимикається.
Всі Зоряні брами орієнтуються на взаємне розташування зірок, тому з часом, в міру руху зірок, деякі адреси стають недоступними. Зазвичай Брами оновлюють координати за допомогою приладів, схованих в набірних пристроях. Земна Брама не мала набірного пристрою, з цієї причини початково єдиною доступною адресою виявилася найближча — адреса планети Абідос.

## Набірний пристрій
Стандартний набірний пристрій (англ. Dial-Home Device; DHD) розташовується перед Брамою і має форму п'єдесталу з нахиленою круглою панеллю зверху. На панелі містяться клавіші з символами адрес і напівсферою в центрі. Після правильного набору адреси слід натиснути напівсферу, після чого Брама буде активована. Також пристрій слідкує за змінами розміщення Зоряних брам та коригує адреси; він же містить джерело енергії.
Набірний пристрій Брами з Гізи на Землі був відсутній, тому земляни розробили власний спосіб набору. Він полягає в обертанні кільця символів за допомогою електродвигунів під контролем комп'ютера.

## Різновиди Зоряних брам
Древні суттєво не змінювали технології Брам протягом всього свого існування, але Брами різних епох різняться дизайном та кількістю і видами символів для складання адрес.

### Чумацький Шлях

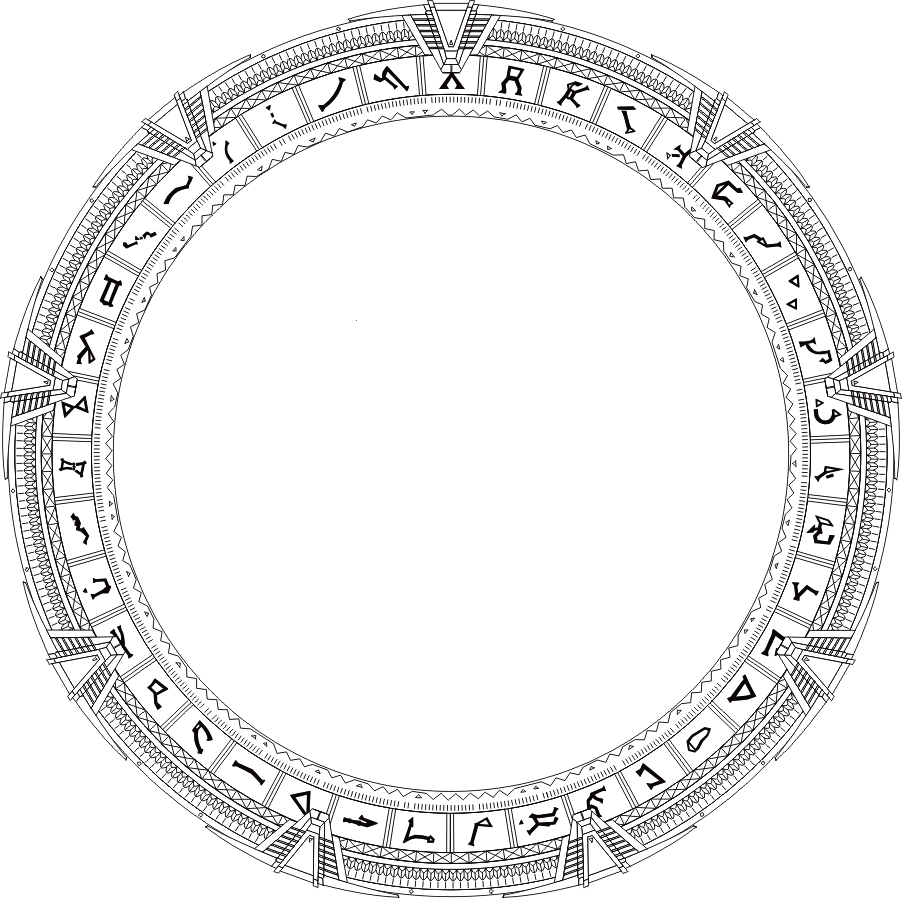
Схема Зоряної брами Чумацького Шляху

Зоряні брами Чумацького Шляху мають 39 символів на внутрішньому кільці. Кільце обертається до тих пір, поки набраний символ не збіжиться з відповідним шевроном в послідовності, вказаній в адресі (закодований шеврон). В фільмі закодований шеврон на мить розкривається, в серіалі SG-1 — світиться оранжевим кольором і нерухомий, розкривається тільки той, що позначає точку відліку.
З 38 символів (39 мінус символ відліку) Чумацького Шляху можна теоретично отримати 1987690320 (38 × 37 × 36 × 35 × 34 × 33) комбінацій. Однак, тільки невелика частина з них складають реальні адреси.
Командування Зоряних брам розробило пристрій для протидії несанкціонованому проходженню на Землю — діафрагму. Вона складається з пластин, розташованих близько до горизонту подій, перешкоджаючи проходженню зловмисників і небезпечних предметів. Діафрагму зазвичай закривають, коли Брама отримує вхідний тунель. Експедиційні групи мають пристрої ідентифікації, отримавши сигнал яких, командування відкриває діафрагму. Однак, проти деяких технологій, наприклад, толланських, діафрагма безсила — толлани здатні проходити крізь неї. Протягом серіалу SG-1 здійснювалися спроби подолати такий захист; наприклад, Сокар намагався розплавити діфрагму. Ґоа'улди Анубіс і Ба'ал розробили подібні за функціональністю щити, крізь які можна пройти обраним особам.

### Брами галактики Пегас

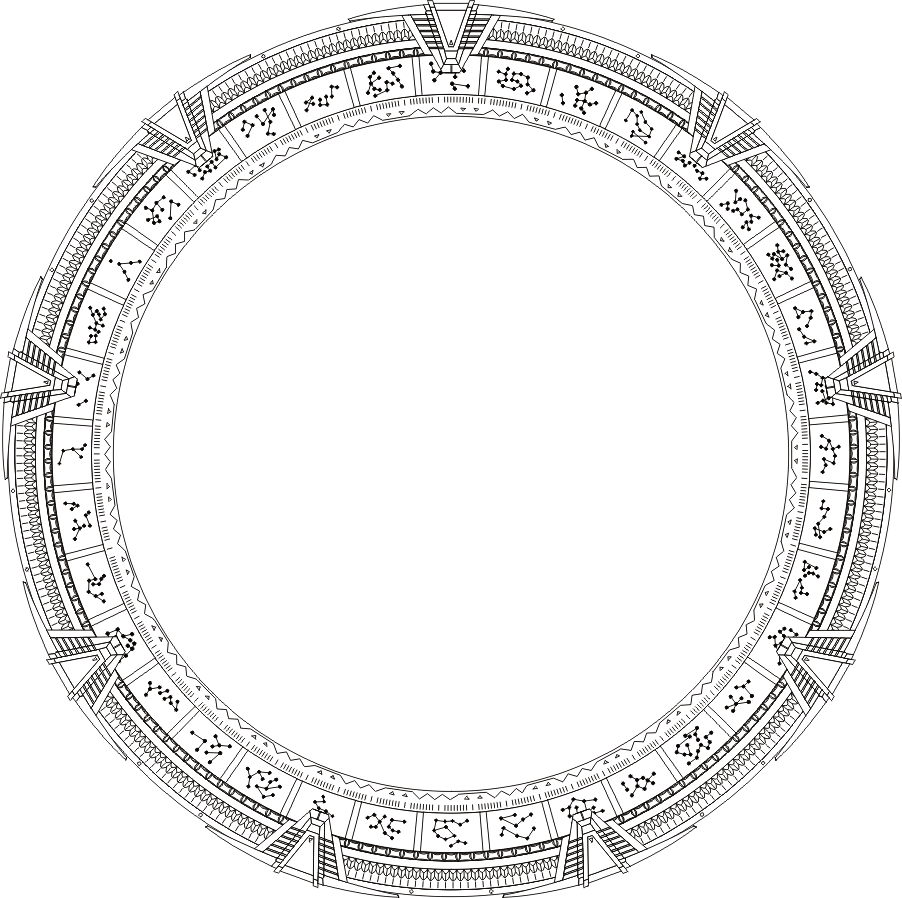
Схема Зоряної брами галактики Пегас

Брами галактики Пегас були створені пізніше за Брами Чумацького шляху, не мають рухомих частин і використовують 36 символів замість 39, оскільки ця галактика менша за Чумацький Шлях. Їхні шеврони сині і при замиканні світяться всередині. Кільце з символами не обертається, натомість набрані символи підсвічуються.
Брами Пегаса отримують пріоритет над Брамами Чумацького Шляху, стаючи головними, якщо розміщені неподалік. Вони підтримують максимум 1168675200 (35 × 34 × 33 × 32 × 31 × 30) семизначних адрес.
Без спеціального контрольного кристалу Брами Пегаса не можуть з'єднатися з іншими галактиками. Виняток становить Брама Атлантиди, здатна з'єднатися з Землею. Деякі Брами в галактиці Пегас знаходяться в космосі і не оснащені набірними пристроями. Відкрити їх можна з борту «Стрибунів» Древніх чи «Стріл» рейфів. Джерела живлення містяться в трьох стабілізаторах, закріплених на краю таких Брам, які вирівнюють положення, наприклад, після зіткнень.
Древні встановили аналог діафрагми в Атлантиді у вигляді силового бар'єру.

### Брами «Долі»

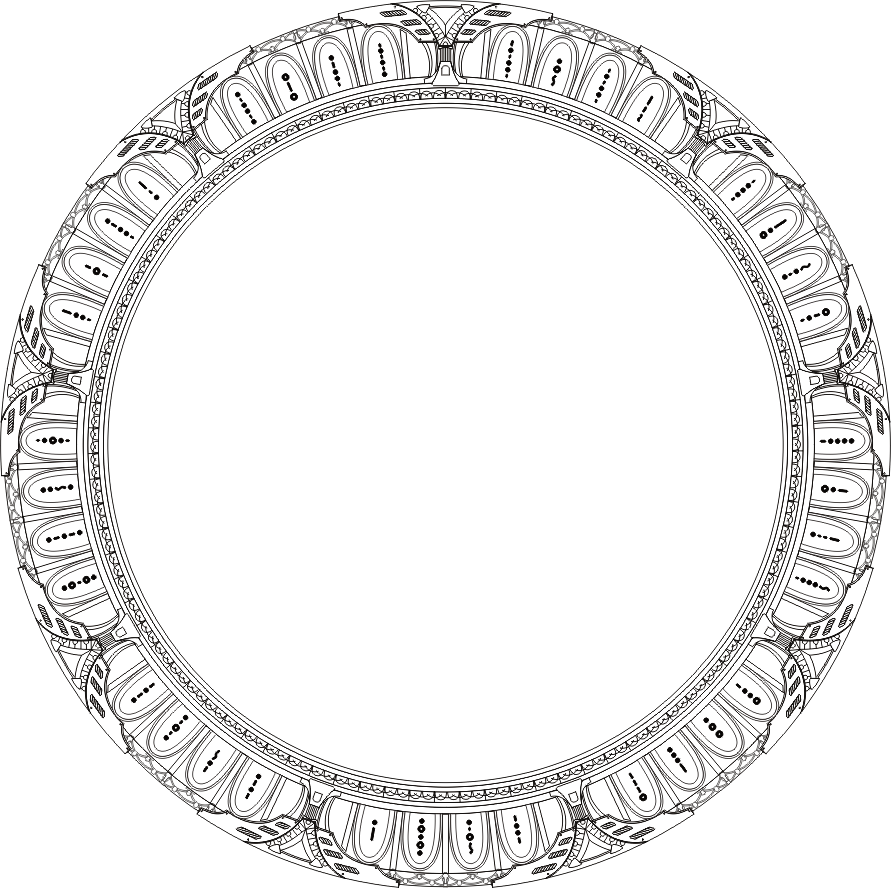
Схема Зоряної брами «Долі»

Зоряні брами, встановлені на дослідному судні Древніх «Доля», є найдавнішими зразками Брам. Потрапити на корабель можна лише набравши спеціальну 9-значну адресу, навіть зважаючи на те, що «Доля» знаходиться за мільйони світлових років від усіх відомих мереж Брам.
Під час набору адреси обертається вся фронтальна частина. Ці Брами мають 36 символів, які, імовірно, не позначають сузір'я, оскільки розміщені в багатьох галактиках. Вони не здатні на з'єднання з будь-якими Брамами галактики, а тільки з тими, що знаходяться поблизу.
На борту «Долі» є набірний пристрій, який може автоматично набрати адресу і зберігати список останніх набраних. На борту «Долі» також є кишенькові багатофункціональні пристрої, якими можна набирати адреси.
Брами першого покоління не такі міцні, як пізніші.

### Інші різновиди
Брама Орліна — в епізоді «Піднесення» Древній-вигнанець Орлін зібрав одноразову Зоряну браму в підвалі будинку Саманти Картер. Він використав матеріали, замовлені в Інтернеті, серед яких: 100 фунтів (45 кілограмів) титану, 200 футів (61 м) волоконно-оптичного кабелю, сім промислових конденсаторів на 100 кіловатт. Браму було підключено до мережі електроживлення будинку і після єдиного успішного використання вона перегоріла.
Брама толланів — цивілізація толланів, що випереджала земну в технологічному розвитку, створила свою Браму. Вона тонша і менша за створені Древніми та не мала рухомих частин. Ця Брама була знищена ґоа'улдами в епізоді «Між двох вогнів».
«СуперБрама» Орай — в дев'ятому сезоні SG-1 вознесені противники Древніх, Орай, будували і використовували дуже великі Зоряні брами, щоб переміщувати крізь них космічний флот зі своєї галактики у Чумацький Шлях. Ці пристрої складалися з 80-90 окремих сегментів і розраховувалися на живлення від квантової сингулярності.
Міжгалактичний міст Маккея-Картер — показана в 3-му сезоні «Атлантиди» конструкція, що являє собою низку Зоряних Брам, розміщених людьми між Чумацьким Шляхом й галактикою Пегас. Забезпечує сполучення між Атлантидою і Землею без потреби живлення від МНТ або використання космічних кораблів. На половині шляху знаходилася станція пересадки. Міст став неробочим, коли станцію пересадки захопили рейфи і вона була знищена.
Супутникова зброя асуранів — у «Зоряна брама: Атлантида» у фіналі 3-го сезону асурани створили на основі Зоряної брами зброю, щоб атакувати Атлантиду у відповідь на атаку рідної планети. Зброя складалася із типової Зоряної брами Пегаса, гіпердвигуна, щита, і системи навігації. Крізь Браму транслювався потужний руйнівний промінь, від якого також живився щит.